# Forêt humide de Hoh
Pour les articles homonymes, voir Hoh.
La forêt humide de Hoh est la plus grande forêt humide de la zone tempérée. Elle se trouve sur la péninsule Olympic à l'ouest de l'État de Washington (aux États-Unis) et se situe à l'intérieur du parc national Olympique. Le nom de la forêt renvoie à celui de la tribu Hoh, une tribu amérindienne locale. La forêt s'étend sur 38 km le long de la Hoh River. Ici, les précipitations annuelles varient entre 3,6 et 4,2 mètres par an, ce qui en fait l'une des régions les plus arrosées d'Amérique du Nord. L'atmosphère y est humide et brumeuse.

## Description
Arbres géants, sol tapissé de mousse, bois mort et ruisseaux de montagne constituent un paysage de forêt fantastique. Tout y est recouvert de mousses vertes, de lycopodes et de fougères. Les arbres tombés offrent un abri et une source de nourriture à des centaines de jeunes plantes.
Les espèces végétales dominantes sont l'épinette de Sitka, le pruche de l'Ouest dont certains spécimens atteignent 95 mètres de haut, et 7 mètres de diamètre, le pin d'Oregon, le thuya géant de Californie, l'érable à grandes feuilles, l'aulne rouge. L'érable circiné, et peuplier de l'ouest peuvent aussi s'y trouver.
Un certain nombre d'espèces animales y vivent, comme la rainette du Pacifique, le lynx roux, le puma, le raton laveur, l'ours noir, et le wapiti de Roosevelt. La chouette tachetée du Nord est une espèce autochtone.

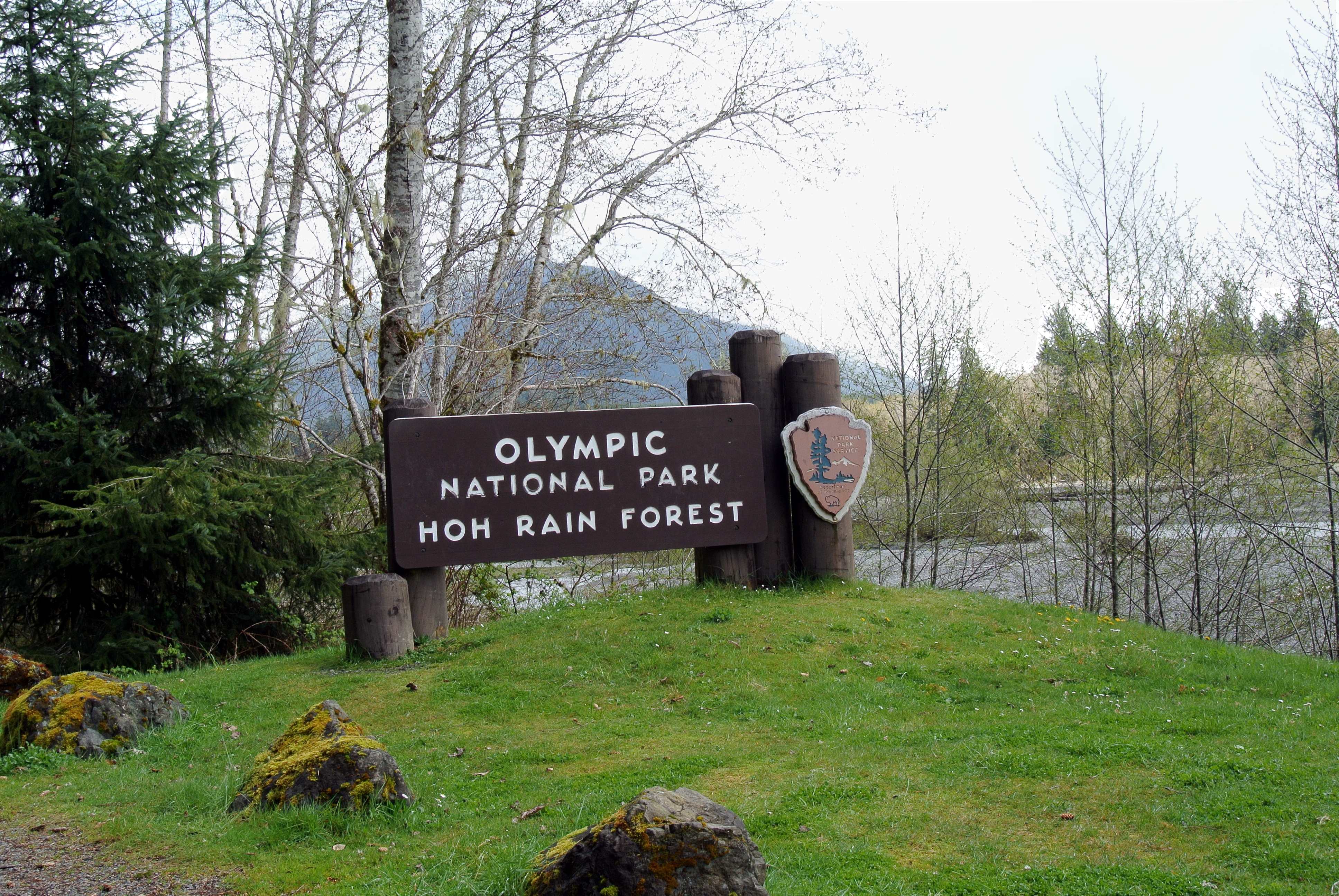
Entrée de la forêt
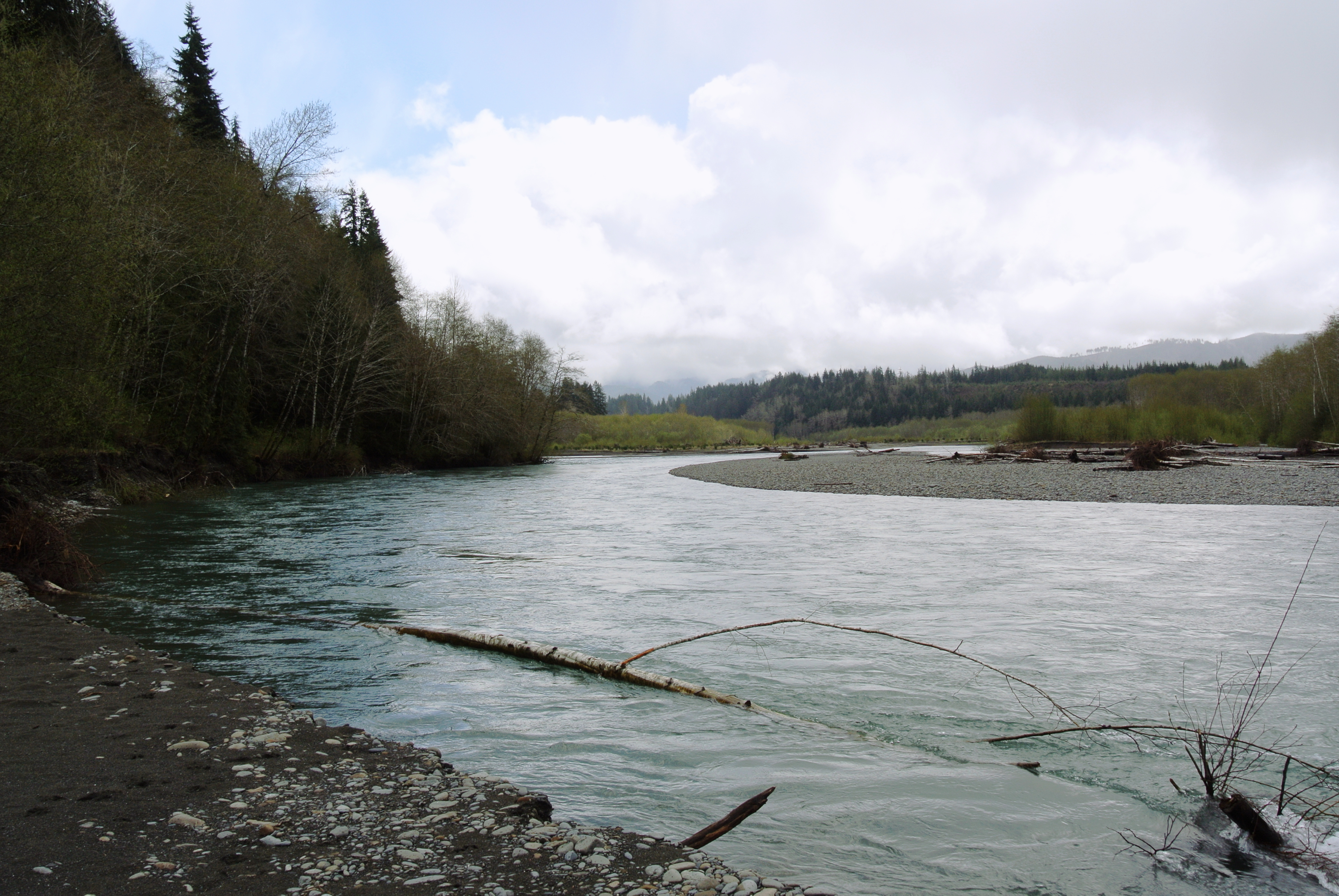
Hoh River
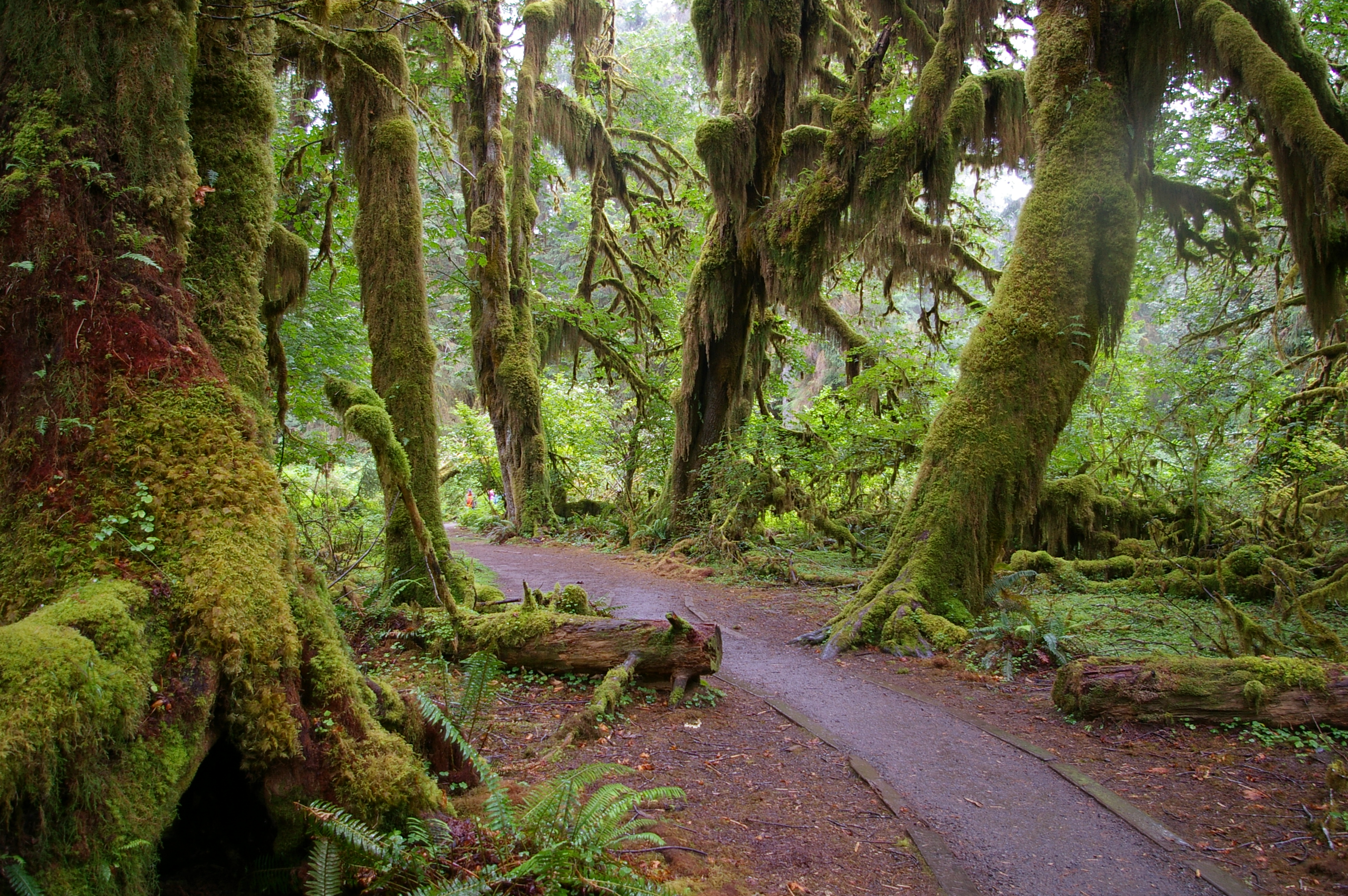
Sentier dans la forêt
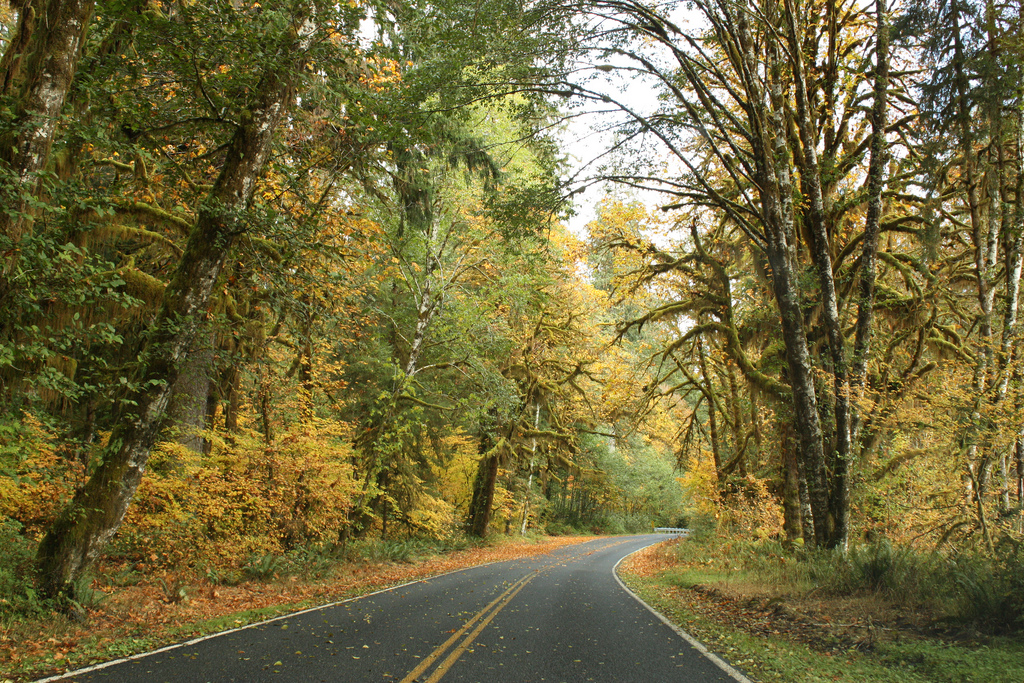
Route à l'intérieur du parc
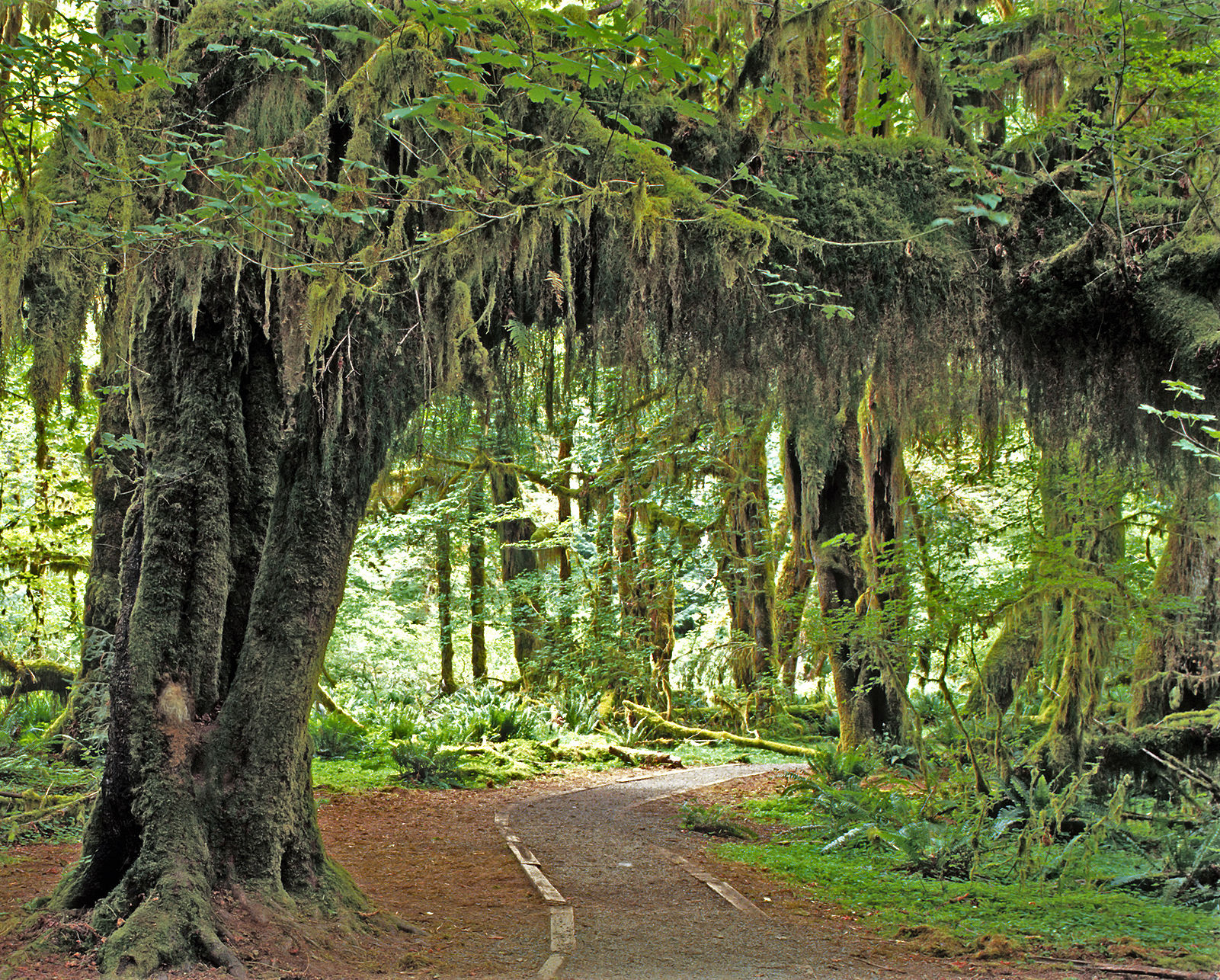
Sentier
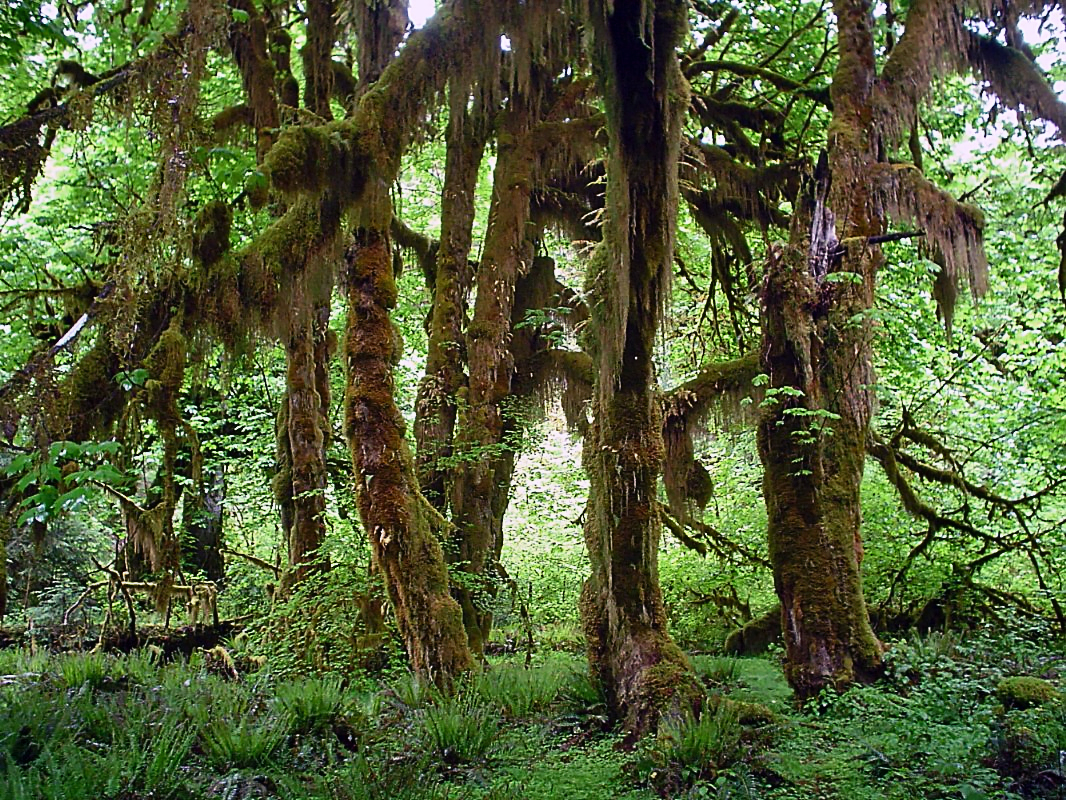
Troncs moussus